# Contos
El contos (grec antic: κοντός, llatí: Contus), amb el significat de ‘venable’, ‘llanceta’ o ‘pica’, era una llança llarga que usava la cavalleria sàrmata.
La paraula deriva del verb κεντέω, ‘punxar’, ‘perforar’, i s'aplicava en un primer moment a qualsevol asta o perxa de les que usaven els mariners per navegar en aigües poc profundes recolzant-lo al terra per empènyer la barca. En aquest sentit l'usa Homer a l'Odissea. En un període posterior, quan els romans van conèixer les llargues llances o piques que usaven els pobles bàrbars, principalment els sàrmates, li van aplicar el nom, segons diuen Tàcit i Valeri Flac.
Era l'arma habitual de la cavalleria pesant dels armenis, dels parts i de l'Imperi Sassànida, a més dels sàrmates. A l'Imperi Romà d'Orient la van usar els catafractes. Tenia uns 3 o 4 metres de llargada, però n'hi podia haver de fins a 4 metres i mig. S'utilitzava amb les dues mans, i el cavall es dirigia amb els genolls. Aquesta forma d'ús feia que el genet que el manejava havia de tenir un gran domini tant en l'art de les armes com en l'equitació, ja que no s'usaven encara els estreps. Plutarc diu que eren armes «pesants com l'acer», i que podien travessar dos homes alhora.
L'ús del contos està documentat per última vegada l'any 1100, pels catafractes de l'Imperi Romà d'Orient, que aleshores ja l'utilitzaven situat sota l'aixella i aguantant-lo amb una sola mà. Se subjectava també amb el rest (o ristre), una peça de recolzament a l'armadura similar a la que usaven els cavallers medievals als tornejos.